# Aron Isomi Mbo
Aron Isomi Mbo (22 giugno 2001) è un lottatore della Repubblica Democratica del Congo, specializzato nella lotta greco romana e nella lotta libera.

## Biografia
Ai Giochi panafricani di Rabat 2019 ha vinto la medaglia di bronzo nei tornei della lotta libera e greco-romona, categoria fino a 97 chilogrammi.

## Palmarès
- Giochi panafricani

Rabat 2019: bronzo nella lotta greco-romana 97 kg.; bronzo nella lotta greco libera 97 kg.
- Campionati africani

Hammamet 2019; bronzo nella lotta libera 92 kg.